# Heist of the Century
Heist of the Century to debiutancki album amerykańskiego rapera La the Darkmana powiązanego z Wu-Tang Clan wydany 17 listopada 1998 roku nakładem wytwórni Supreme Team Entertainment.
Na albumie znaleźli się między innymi Raekwon, Ghostface Killah, Masta Killa, U-God z Wu-Tang Clan i Havoc z Mobb Deep.

## Lista utworów
Opracowano na podstawie źródła
| #  | Tytuł                                               | Producent                | Sample | Czas |
| -- | --------------------------------------------------- | ------------------------ | --- | ---- |
| 1  | "Lucci"                                             | Carlos "Six July" Broady | - Junior Mance - "I Believe to My Soul" - Nas - "The World Is Yours"                                        | 5:29 |
| 2  | "Shine"                                             | Carlos "Six July" Broady | - Roy Ayers - "Vittroni's Theme - King Is Dead"                                                             | 4:43 |
| 3  | "City Lights"                                       | Havoc                    | - The O'Jays – "Family Reunion"                                                                             | 4:01 |
| 4  | "What Thugs Do" (gośc. DJ Rogers Jr., Puff)         | Carlos "Six July" Broady | - Jimmy Spicer - "Money (Dollar Bill Y'all)" - Divine Sounds - "What People Do for Money"                   | 4:48 |
| 5  | "Heist Of The Century" (gośc. Killa Sin)            | DJ Muggs                 | | 3:23 |
| 6  | "Fifth Disciple"                                    | 4th Disciple             | | 1:05 |
| 7  | "Now Y"                                             | Carlos "Six July" Broady | | 2:39 |
| 8  | "Spring Water" (gośc. Raekwon)                      | Carlos "Six July" Broady | - Maze Featuring Frankie Beverly - "Joy and Pain" - 20th Century Steel Band - "Heaven and Hell Is on Earth" | 3:32 |
| 9  | "4 Souls" (gośc. Shotti Screwface)                  | Carlos "Six July" Broady | - Aretha Franklin - "Land of Dreams"                                                                        | 5:26 |
| 10 | "Street Life" (gośc. Tekitha)                       | Carlos "Six July" Broady | - The Crusaders - "Street Life"                                                                             | 3:43 |
| 11 | "Love" (gośc. Maia Campbell)                        | 4th Disciple             | - Gladys Knight & the Pips - "If I Were Your Woman"                                                         | 5:07 |
| 12 | "Figaro Chain" (gość. Havoc)                        | Havoc                    | | 2:25 |
| 13 | "Polluted Wisdom"                                   | RZA                      | - O.V. Wright - "A Fool Can't See the Light" - O.V. Wright - "The Time We Have"                             | 5:16 |
| 14 | "Gun Rule"                                          | Carlos "Six July" Broady | - Grover Washington Jr. - "Don't Explain" - Method Man - "P.L.O. Style"                                     | 4:51 |
| 15 | "Element Of Surprise" (gośc. Masta Killa, U-God)    | 4th Disciple             | - Johnny Mathis - "Come to Me"                                                                              | 3:06 |
| 16 | "Az The World Turnz" (gośc. Raekwon)                | 4th Disciple             | | 3:45 |
| 17 | "Wu-Blood Kin" (gośc. 12 O'Clock, Ghostface Killah) | Carlos "Six July" Broady | - Al Green - "Something"                                                                                    | 2:54 |
| 18 | "I Want It All"                                     | Carlos "Six July" Broady | | 4:17 |